# Tramway d'Armentières
Ne doit pas être confondu avec Tramway d'Armentières à Halluin.

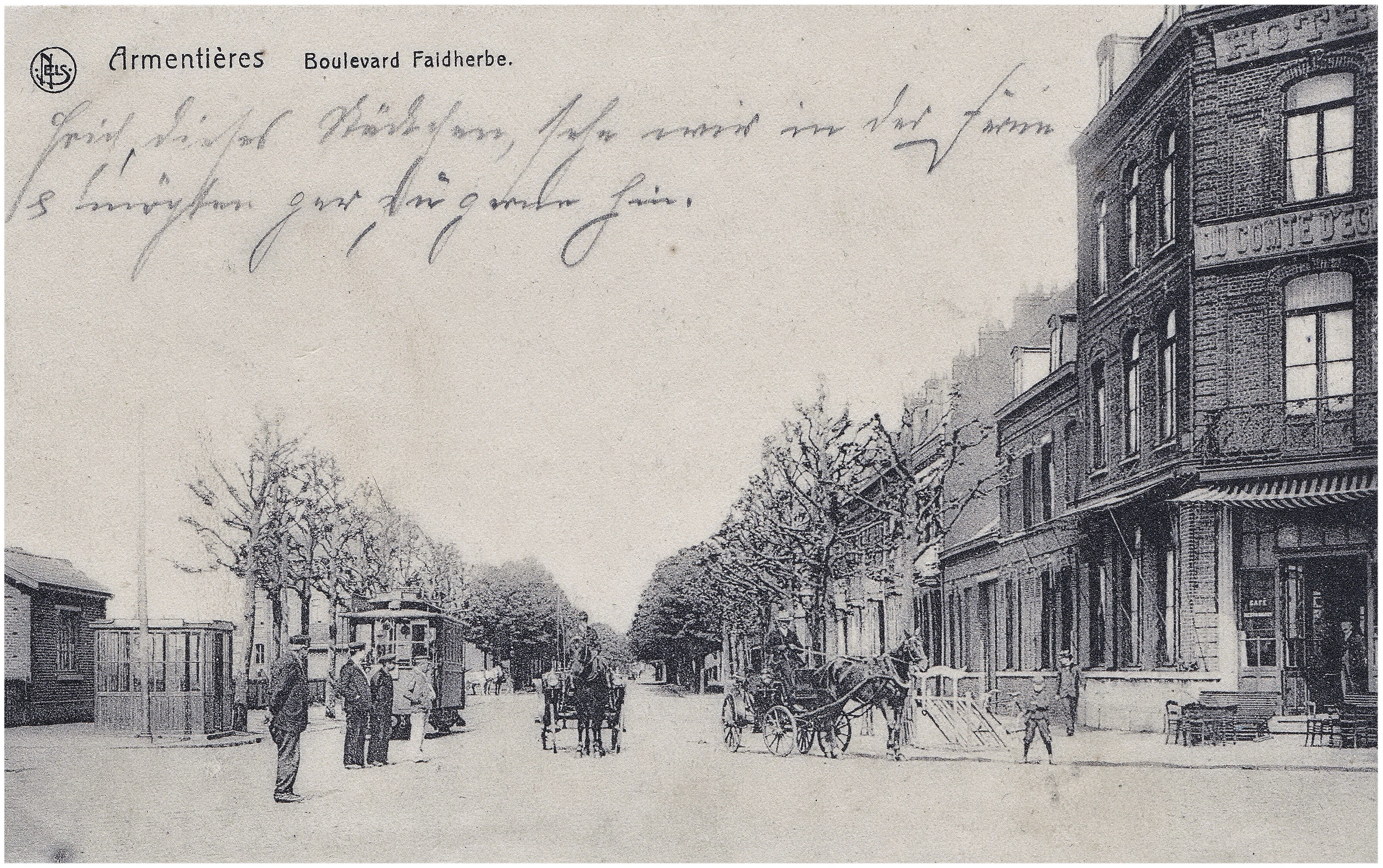
Le tramway Boulevard Faidherbe

Le tramway d'Armentières a circulé dans la ville d'Armentières (département du Nord), entre 1901 et 1914. La concession a été attribuée en 1899 à la compagnie des Tramways d'Armentières (TA), filiale de l'Omnium lyonnais de chemins de fer et tramways.

## Histoire
| Infrastructure |                                                               |
|                | Dépôt, installation technique ou voyageurs (stations, gares). |
|                | Emprise en site indépendant.                                  |
|                | Emprise en tunnel.                                            |
|                | Pont en site indépendant.                                     |
|                | Voie de service ou de fret.                                   |

Le réseau est mis en service le 1er mars 1901. En 1914, le tramway est cédé à la compagnie de l'Électrique Lille Roubaix Tourcoing.
Avec l'arrivée des allemands, le tramway s'arrête de fonctionner en octobre 1914. La voie  et le dépôt sont détruits par les bombardements, la ville étant sous le feu près du front jusqu'à la fin de la guerre.

## Caractéristiques

### Tracé
Deux lignes sont réalisées à voie métrique et à traction électrique avec prise de courant par archet. Leur longueur est de 7 km.
- Gare d'Armentières - Le Bizet (Eglise Saint-Joseph) : 2,520 Km
- Passage à niveau de La Chapelle-d'Armentières - Nieppe (Eglise Saint-Martin) : 4,489 Km

Les deux lignes sont déclarées d'utilité publique le 29 janvier 1900.

### Arrêts
Ligne Gare - Le Bizet
Gare, Hôtel du Nord, Kiosque, rue Bayart, Grande-Place, Halles, Marché aux Toiles, brasserie Lescornez, garage du Pont National, Octroi, Douane, chemin du Cimetière, ferme Brame, Eglise du Bizet.
Ligne Octroi - Nieppe
Octroi de la Chapelle, place Victor Hugo, Kiosque, rue de Strasbourg, rue Sadi Carnot, place Thiers, rues Sèche et du Nord, rues St Jean et St Louis, garage rue de Messines, garage du Pont de Nieppe, Octroi, rue du Rivage, Douane, Le Perroquet, garage du Moulin, Ecole de Nieppe, Postes et Télégraphes, Eglise de Nieppe.

### Matériel roulant
Le matériel comprend 9 motrices à 2 essieux et à archets, ainsi que 5 remorques.